# Euphyia triphragma
Euphyia triphragma är en fjärilsart som beskrevs av Edward Meyrick 1883. Euphyia triphragma ingår i släktet Euphyia och familjen mätare. Inga underarter finns listade i Catalogue of Life.